# Trente arpents
Trente arpents est un roman québécois publié en 1938 par Ringuet (Philippe Panneton), 

## Résumé
L'histoire, divisée en quatre sections (Printemps, Été, Automne et Hiver), se passe à Saint-Jacques-l'Ermite, en pays laurentien, et se déroule en deux temps : grandeur et décadence du héros, Euchariste Moisan. Orphelin de père et de mère, recueilli par son oncle et sa tante (sans enfants), il est, à l'ouverture du roman, à la croisée des chemins : il s'apprête à demander en mariage la fille du père Branchaud, Alphonsine, lorsque la mort de son oncle le fait maître des trente arpents de terre de celui-ci. 
Dès lors, le rythme de l'existence d'Euchariste Moisan se règle sur le travail de la terre. Rythme qui deviendra graduellement discordant avec celui que propose le Québec de la fin du XIXe et du début du XXe siècle. En effet, les deux dernières parties du récit (Automne et Hiver), narrent la lente déchéance d'un homme ayant pour seule vérité la terre, qui ne réussit pas à s'adapter aux différentes mutations de la société de son temps ; notamment l'urbanisation, l'importance accordée par la jeunesse, et plus précisément par son fils Ephrem, à l'industrie manufacturière et la modernisation des techniques agricoles. 

## Thèmes abordés
Dieu, la terre et le progrès forment la matrice de ce livre. Roman pseudo-conservateur (Euchariste est rouge), dans lequel, après Menaud, maître-draveur de Félix-Antoine Savard, on peut lire que « La patrie, c'est la terre, et non le sang »[réf. nécessaire].

## Réception
Dès sa parution, Trente arpents est considéré par les critiques comme un texte important, comme un événement littéraire. La qualification du roman, à savoir notamment s'il s'inscrit ou non dans le courant régionaliste, constituera l'un des sujets divisant la critique.
Un pamphlet de Claude-Henri Grignon ainsi qu'une étude de Louis Dantin contribuèrent à la notoriété de l’œuvre et de son auteur.
Jacques Cardinal a analysé le réalisme du roman dans son étude, Le poids des choses. Réalisme et combat dans Trente arpents de Ringuet (Éditions Huit, coll. « Contemporains », 2023, 200 p.).

## Prix et distinctions
- Prix de la langue française, de l'Académie française,1939[6]
- Prix littéraire du Gouverneur général 1940, pour la traduction anglaise (Thirty Acres)[7]

## Hommages toponymiques
La rue des Trente-Arpents a été nommée en l'honneur de l'oeuvre, en 2006, dans la ville de Québec.
Le Domaine des Trente-Arpents a été nommé en l'honneur de l'oeuvre, dans la ville de Trois-Rivières.